# Kotelniki
Kotelniki (en russe : Котельники) est une ville de l'oblast de Moscou, en Russie, dans le raïon de Lioubertsy. La ville compte 72 311 habitants en 2024.

## Géographie
Kotelniki est située à 4 km au sud-est de Moscou.

## Histoire
Le village de Kotelniki est mentionné pour la première fois au XVIIe siècle. Il appartenait aux Golitsyne au XIXe siècle. Le village de Kotelniki accéda au statut de commune urbaine en 1938. Elle a le statut de ville depuis 2004.

## Population
Recensements (*) ou estimations de la population
| 1926* | 1939* | 1959*  | 1970*  | 1979*  | 1989*  |
| ----- | ----- | ------ | ------ | ------ | ------ |
| 750   | 6 600 | 13 792 | 14 857 | 15 855 | 17 456 |

| 2002*  | 2010*  | 2014   | 2015   | 2016   | 2017   |
| ------ | ------ | ------ | ------ | ------ | ------ |
| 17 747 | 32 338 | 39 443 | 41 308 | 43 128 | 44 353 |

## Économie
La principale entreprise de Kotelniki est : OAO Liouberetskie Kovry (ОАО Люберецкие ковры), qui produits différents types de tapis.

## Galerie
|                            |
| Parc forestier à Kotelniki |

|  |
|  |

|  |
|  |

|  |
|  |

|  |
|  |